# Roque Centurión Miranda
Roque Centurión Miranda – piłkarz paragwajski, pomocnik.
Jako piłkarz klubu Club Guaraní wziął udział w turnieju Copa América 1922, gdzie Paragwaj został wicemistrzem Ameryki Południowej. Centurión Miranda zagrał we wszystkich pięciu meczach – z Brazylią, Chile, Urugwajem, Argentyną i w decydującym o mistrzowskim tytule barażu z Brazylią.
Rok później wziął udział w turnieju Copa América 1923, gdzie Paragwaj zajął trzecie miejsce. Centurión Miranda zagrał we wszystkich trzech meczach – z Argentyną, Urugwajem i Brazylią.
Następnie wziął udział w turnieju Copa América 1924, gdzie Paragwaj ponownie zajął trzecie miejsce. Centurión Miranda zagrał we wszystkich trzech meczach – z Argentyną, Urugwajem i Chile.
Razem z klubem Guaraní dwukrotnie zdobył tytuł mistrza Paragwaju – w 1921 i 1923 roku.